# Долгов, Илья Александрович
Илья Александрович Долгов (1984, Воронеж) — российский художник.

## Биография
Илья Долгов родился в 1984 году в Воронеже. C 2001 по 2006 году учился в Воронежском государственном университете на факультете философии и психологии (тема диплома «Эмоциональное восприятие сообщений с нарушенной эстетической структурой»). В 2009 году Долгов был вольнослушателем в ИПСИ.
В 2004—2005 Долгов участвовал в воронежских творческих объединениях «Пограничные исследования» (ПИ) (Арсений Жиляев, Мария Чехонадских , Николай Алексеев, Иван Горшков, Александр Синозерский, Илья Долгов) и «Популярные Пограничные Исследования» (ПОППИ).
Совместно с Николаем Алексеевым, Иванов Горшковым и Арсением Жиляевым в 2008 году стал соучредителем Воронежского центра современного искусства (ВЦСИ).
В 2009 году в ВЦСИ в спорткомплексе «Энергия» состоялась первая персональная выставка Долгова «Утопия нужна тебе, но ты не нужен утопии», где областью интересов Долгова стал «современный утопический проект трансгуманизма, оптика утопического желания и порождающие его субъективности».
В 2009 году в ВЦСИ открылась первая кураторская выставка Долгова «Can’t take it anymore», посвященная смысловым и визуальным стратегиям современных художников в живописи и графике.
В 2010 и 2011 году Илья Долгов совместно с Николаем Алексеевым был номинирован на Государственную премию в области современного искусства «Инновация» в номинации «Региональный проект современного искусства» (Инновация VI — выставка «Живой музей перформанса», ВЦСИ, 2010; Инновация VII — выставка «Руины утопии», Галерея Х. Л. А. М., 2011).
В 2012 году Долгов впервые представил проект «Гербарий» в галерее Х. Л. А. М. в Воронеже, включавший графику, инсталляции из тростника камыша и мха и видео, документирующие природу в ее стереотипном восприятии. Графическая серия представляла собой перерисованный гербарий, собранный в 1998 году в Графском заповеднике, с указанной систематикой по категориям род и вид. В этом проекте художник исследует восприятие человеком природы, взаимоотношения человека и природы, наблюдает за экспансией растительного мира, в инсталляции (кубы из тростника) моделирует освоение растениями пространства. В том же году проект стал лауреатом премии «Инновация-2012» в номинации «Региональный проект современного искусства». Впоследствии Долгов продолжил собирать и рисовать растения, и более поздние выставки проекта «Гербарий» включают графические работы 2012 и более поздних годов, а также более поздние инсталляции.
В 2013 году в Зоологическом музее МГУ, совместно с Галереей 21 прошла первая персональная выставка Ильи Долгова в Москве. В проекте «Азой» художник продолжил свое исследование границ взаимодействия природы с человеческим и машинным. Долгов моделирует систему взаимодействий воображаемых существ-химер, выявляя каналы связи характерные для современного мира и опираясь на тот факт, что «Азой — это древний период истории Земли, когда не было организмов, машин и людей, а планету населяли азоиды. И в них живое, машинное и культурное еще не распалось на отдельные способы существования». Используя в качестве наглядного материала видео, графические работы, научные атласы, различные предметы, Долгов где-то придумывает азоидов-химер, а где-то находит в повседневности (например, поливальная машина и цветочная клумба, или автовоз, или стая подростков-паркурщиков в бетонной коробке, или машина, которая ухаживает за животными на ферме). В 2013 году проект был номинирован на национальную премию в области современного искусства «Премию Кандинского» в категории «Молодой художник. Проект года».
Следующая номинация на «Премию Кандинского» состоялась в 2015 году в той же категории за инсталляцию «Модель природы, модель Гёте» в XL Галерее в Москве. В этот раз художник изучает взаимодействие человека с природой через труды Гёте. В качестве нарратива Долгов взял исследования из своего долгосрочного интернет-проекта «Лесная газета», а форма «зарастания» — гексагоны — была определена через теории математической биологии Дарси Томпсона.
С 2013 года продолжает работу над художественно-исследовательским интернет-проектом «Лесная газета» о природе и попытке заново ее понять, увидеть и описать. Исследуя лес, пустырь, луг, поле, овраг, птицеферму, через наблюдения и ощущения, автор идеи Илья Долгов при участии Алекса Булдакова, Ильи Романова, Ивана Горшкова, Жанны Долговой, Анастасии Тайлаковой, Елизаветы Коноваловой, Лукаса Корте) в каждом выпуске (выходит раз в два месяца) пытаются ответить на главный вопрос: «Что такое природа?». Как говорит сам художник:
«„Лесная газета“ — это попытка сделать два шага назад в изучении окружающего мира, чтобы попытаться описать его заново. Я использую старомодный подход натурфилософа, увлеченного естествоиспытателя-самоучки. Каждый выпуск посвящен той или иной теме, включает в себя тексты, фото, видео, хронику природных „событий“ и другие материалы».
В 2015 году Долгов вошел в число семи самых перспективных молодых художников России по версии издания Forbes Russia, представляющих интерес для российских и зарубежных музеев, выставок и коллекционеров.
В 2016 году Долгов вошел в список самых заметных молодых художников по версии издания The Art Newspaper Russia.
В 2016 году Илья Долгов покинул экспертный совет премии «Инновация» в знак протеста против исключения Петра Павленского из конкурса.
В 2017 году Илья Долгов вошел в список из 49 выдающихся современных художников в возрасте до 50 лет, чье творчество, по мнению организаторов Российского инвестиционного художественного рейтинга 49ART, обладает высоким инвестиционным потенциалом.
В данный момент Илья Долгов живет и работает в Санта-Круз, Калифорния .

## Персональные выставки и проекты
- 2016 — «Гербарий», галерея «Пересветов переулок», Москва.
- 2013—2016 — «Лесная газета», исследовательский проект, публикующийся в сети, Forestjournal.org
- 2015 — «Модель природы, модель Гёте», XL галерея, Москва.
- 2014 — «Azoikum», Büro für kulturelle Übersetzungen, Leipzig, Germany.
- 2013 — «Азой», Зоологический музей МГУ, Москва, совместно с «Галереей 21», Москва.[17]
- 2012 — «Гербарий», галерея Х.Л.А.М., Воронеж.
- 2010 — «Простые машины», совместно с Полли, галерея Х.Л.А.М., Воронеж.
- 2009 — «Утопия нужна тебе, но ты не нужен утопии», ВЦСИ, Воронеж.

## Групповые выставки
- 2016 — «Пустырь и пустошь», Центр современного искусства «Заря», Владивосток
- 2016 — «Конструируя будущее: детская книга 1920—30-х годов», Российская государственная детская библиотека, Москва
- 2016 — «Естество», галерея «Виктория», Самара
- 2016 — «В славном городе Воронеже», Центр современного искусства Винзавод (совместно с ВЦСИ), Москва (в рамках V Московской международной биеннале молодого искусства)
- 2016 — «Чувственные опыты», «Новая Голландия: культурная урбанизация», Санкт-Петербург
- 2016 — «Жизнь живых», Волго-вятский ГЦСИ, Нижний Новгород
- 2015 — «Наблюдения открытого пространства», Музей-заповедник «Дивногорье», Воронежская область
- 2015 — «Фантомная выставка», интервенции в городскую среду, Санкт-Петербург
- 2014 — «Не музей», параллельная программа «Манифесты 10», Санкт-Петербург
- 2014 — «Одно место рядом с другим», Центр современного искусства «Винзавод», Москва
- 2014 — «Детектив», ММСИ, Москва
- 2014 — «11», ЦСК Гараж, Москва
- 2014 — «Поймать черепаху», Краснодарский институт современного искусства
- 2014 — «Красота неприглядности», Галерея Беляево, Москва
- 2013 — «Revisiting the space Voronezh», ВЦСИ, Воронеж
- 2013 — «Завтра воды не будет», ММСИ, Москва
- 2013 — «Space Lab», Spinnerei, Leipzig, Germany
- 2012 — «За сценами встречи», Галерея 21, Москва
- 2012 — «Среда ожидания», Галерея 21, Москва
- 2012 — «Стратегический проект» III Московской биеннале молодого искусства
- 2011 — «Из области практического знания», галерея GMG, Москва
- 2011 — «Руины утопии», галерея Х.Л.А.М. (Воронежский центр современного искусства), Воронеж
- 2011 — «Фантомные монументы», ЦСК Гараж, Москва
- 2011 — «Формы разума», галерея Х.Л.А.М., Воронеж
- 2010 — «Живой музей перформанса», ВЦСИ, Воронеж
- 2010 — «The Only Difference», Проект Фабрика, Москва
- 2010 — «Приручение времени», Проект Фабрика, Москва
- 2010 — «Основания», ВЦСИ, Воронеж
- 2009 — «Дальше действовать будем мы!», ВЦСИ, Воронеж
- 2009 — Фестиваль Лэнд-арта «Забота», ВЦСИ, музей-заповедник Дивногорье
- 2009 — «Genius Loci: Галерея», Ravenscourt Galleries, Москва
- 2009 — «Universam» art fair, Москва
- 2009 — «Забота», Армянский 13, Москва
- 2009 — «Can’t take it anymore», ВЦСИ, Воронеж
- 2004—2005 — Участие в творческих объединениях «Пограничные Исследования» и «Популярные Пограничные Исследования», Воронеж. Проекты «Чудесные превращения», «Безусловный рефлекс», «Партия», «Naked lunch отца Бонавентуры», «Царство мягкотелых».

## Кураторские проекты
- 2013 Бестиарий (совместно с Николаем Алексеевым), ВЦСИ, Воронеж
- 2011 «Руины утопии» (совместно с Николаем Алексеевым), галерея Х.Л.А.М., Воронеж
- 2010 «Живой музей перформанса», ВЦСИ, Воронеж
- 2009 «Can’t take it anymore», ВЦСИ, Воронеж

## Награды и премии
- Лауреат премии «Инновация» (2012) в номинации «Региональный проект современного искусства» (проект «Гербарий»)
- Победитель грантовой программы Музея современного искусства «Гараж» 2013 года
- Победитель «Премии Credit Suisse и Cosmoscow для молодых художников» (2016)
- Премия Андрея Белого (2023) в номинации «Проза»